# Magstatt-le-Haut
Magstatt-le-Haut är en kommun i departementet Haut-Rhin i regionen Grand Est (tidigare regionen Alsace) i nordöstra Frankrike. Kommunen ligger i kantonen Sierentz som tillhör arrondissementet Mulhouse. År 2022 hade Magstatt-le-Haut 307 invånare.

## Befolkningsutveckling
Antalet invånare i kommunen Magstatt-le-Haut
| Referens: INSEE |